# Spruce Tree House Trail
Ne doit pas être confondu avec Spruce Canyon Trail.
Le Spruce Tree House Trail est un sentier de randonnée du comté de Montezuma, dans le Colorado, aux États-Unis. Protégé au sein du parc national de Mesa Verde, il dessert la Spruce Tree House depuis le Chapin Mesa Archeological Museum.